# Orland furiós
|  | Per a l'òpera vegeu Orlando furioso (Vivaldi) |

Orland furiós (Orlando furioso en italià) o Orland boig (furioso, al títol, vol dir que l'heroi ha enfollit per amor i està pres per la fúria de la bogeria) és un poema èpic del Cinquecento italià escrit per Ludovico Ariosto el 1516 i publicat en la versió definitiva el 1532. El poema narra les gestes d'alguns cavallers de Carlemany (segles viii i ix), principalment Orland i Roger, contra els musulmans i com intenten aconseguir l'amor, respectivament, d'Angèlica i de Bradamant. Orland ha enfollit d'amor i Astolf i Roger, amics seus, corren aventures diverses perquè recuperi la raó.

## Característiques
Orland furiós és una continuació d'Orlando Innamorato de Matteo Maria Boiardo, tot i que es presenta en un estil diferent, ja que no conserva els conceptes humanistes de la cavalleria errant. Cal destacar la quantitat d'al·legories i metàfores que conté, que són per a demostrar la falsedat dels sentits i el judici de les persones.

## Argument[1]
L'acció d'Orlando Furioso transcorre en el rerefons de la guerra entre l'emperador cristià Carlemany i el rei sarraí d'Àfrica, la, que ha envaït Europa per venjar la mort del seu pare Troiano. Agramante i els seus aliats, que inclouen Marsilio, el rei d'Espanya, i el fanatós guerrer Rodomonte, assetgen Carlemany a París.

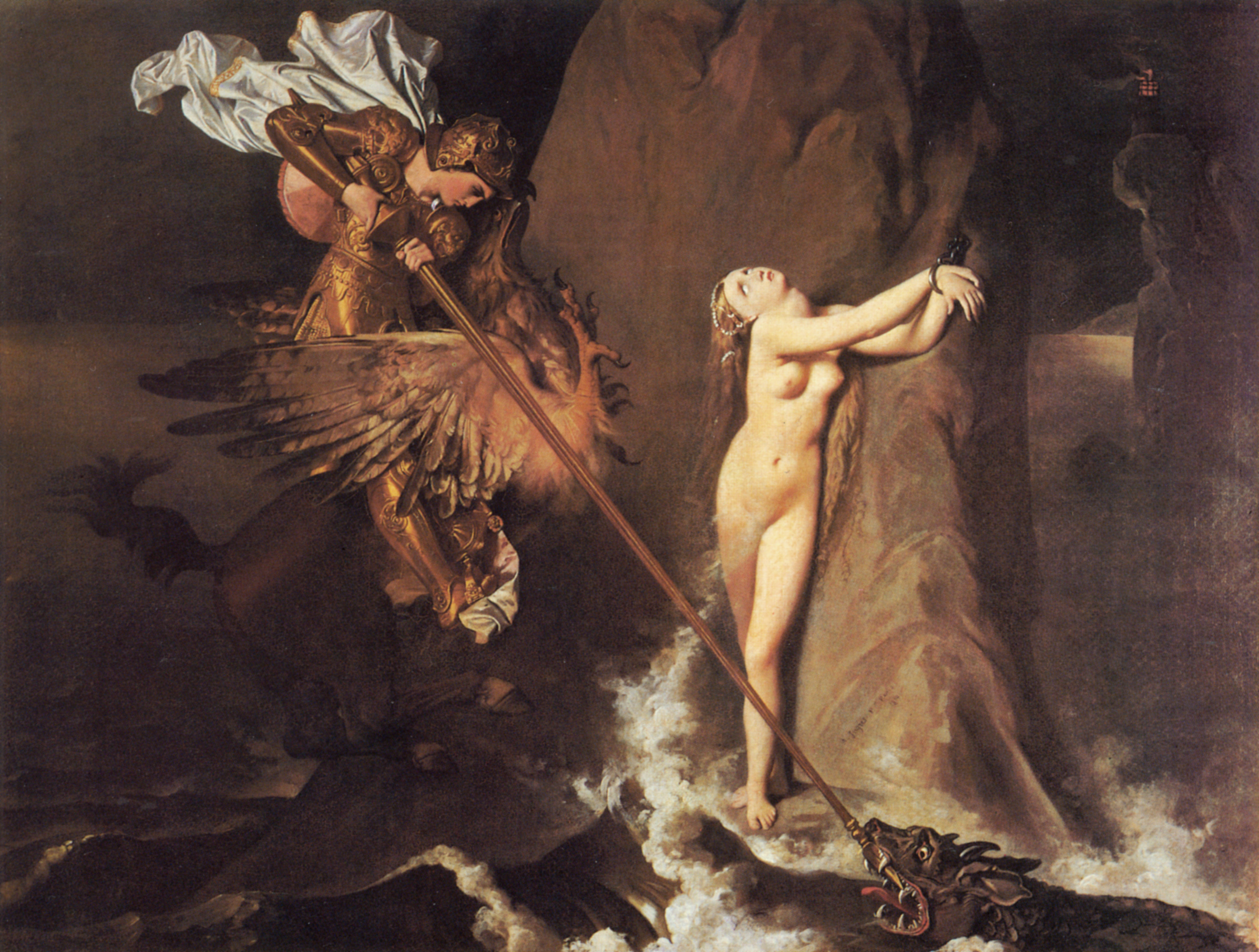
Ruggiero rescatant Angèlica, de Jean Auguste Dominique Ingres

Mentrestant, Orlando, el paladí més famós de Carlemany, ha estat temptat d'oblidar el seu deure de protegir l'emperador a causa del seu amor per la princesa pagana Angèlica. Al començament del poema, Angélica s'escapa del castell del duc de Baviera Namo, i Orlando es posa a la seva persecució. Els dos es troben amb diverses aventures fins que Angélica salva un infant d'infanteria sarraí ferit, Medoro, s'enamora i fuig amb ell a Cathay.
Quan Orlando s'assabenta de la veritat, es torna boig de desesperació i arrasa per Europa i Àfrica destruint tot el que està al seu pas. El cavaller anglès Astolfo viatja a Etiòpia en l'hipogrif per trobar una cura per a la bogeria d'Orlando.

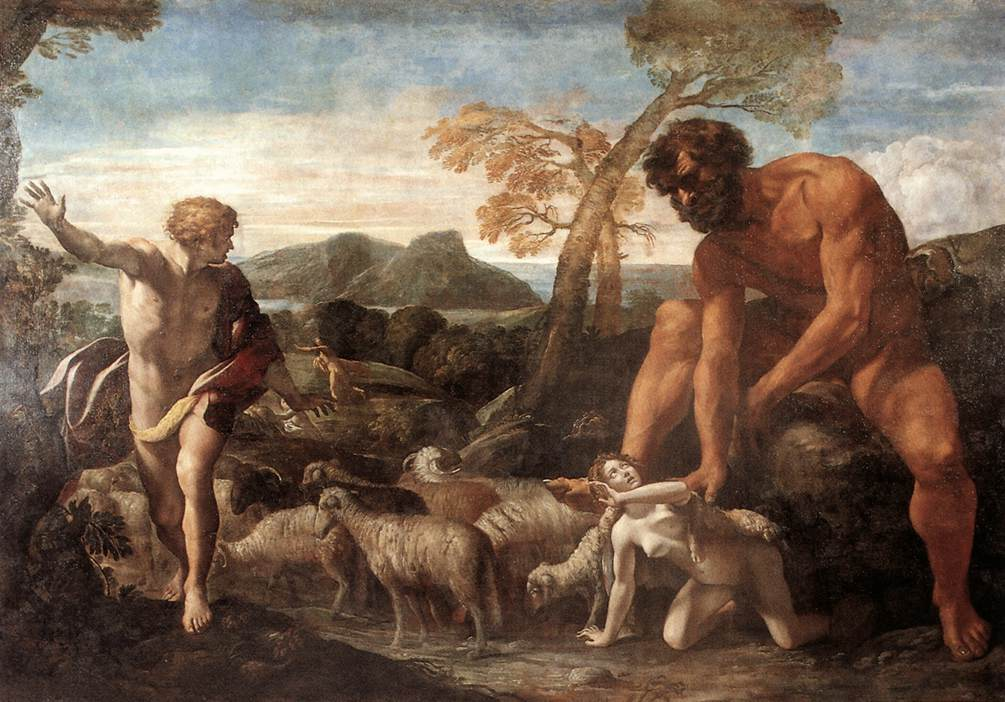
Norandino i Lucina descoberts per l'ogre, del cant XVII, de Giovanni Lanfranco, 1624

Vola en el carro en flames d'Elijah fins a la Lluna, on es troba tot el que s'ha perdut a la Terra, inclòs l'enginy d'Orlando. Els porta de tornada en una ampolla i fa que Orlando els ensumi, recuperant-lo així el seny. (Alhora Orlando es desamora d'Angèlica, ja que l'autor explica que l'amor és en si mateix una forma de bogeria.)
Orlando s'uneix amb Brandimarte i Oliver per a lluitar contra Agramante, Sobrino i Gradasso a l'illa de Lampedusa. Allà Orlando mata el rei Agramante.
Una altra línia important de l'argument és l'amor entre la guerrera cristiana Bradamante i el sarraí Ruggiero. Ells també han de suportar moltes vicissituds.
Ruggiero és presoner per la bruixa Alcina i ha de ser alliberat de la seva illa màgica. Aleshores rescata l'Angèlica de l'orc. També ha d'evitar els encantaments del seu pare adoptiu, el mag Atlante, que no vol que lluiti ni vegi el món fora del seu castell de ferro, perquè mirant cap a les estrelles es revela que si Ruggiero es converteix al cristianisme, morirà. Ell no ho sap, així que quan finalment té l'oportunitat de casar-se amb Bradamante, ja que s'havien estat buscant durant tot el poema encara que alguna cosa sempre els separava, es converteix al cristianisme i es casa amb Bradamante.
Rodomonte apareix al banquet de noces, nou dies després del casament, i l'acusa de ser un traïdor a la causa sarraïna, i el poema acaba amb un duel entre Rodomonte i Ruggiero. Ruggiero mata Rodomonte (cant XLVI, estrofa 140) i els darrers versos del poema descriuen l'esperit de Rodomonte que va abandonar el món. Ruggiero i Bradamante són els avantpassats de la Casa d'Este, els mecenes d'Ariost, la genealogia de la qual dona extensament al cant 3 del poema.
L'èpica conté molts altres personatges, entre ells el cosí d'Orlando, el paladí Rinaldo, que també està enamorat d'Angèlica; el lladre Brunello ; el Ferraù sarraí ; Sacripante, rei de Circàssia i destacat cavaller sarraí; i la tràgica heroïna Isabella.

## Orland furiósen l'òpera

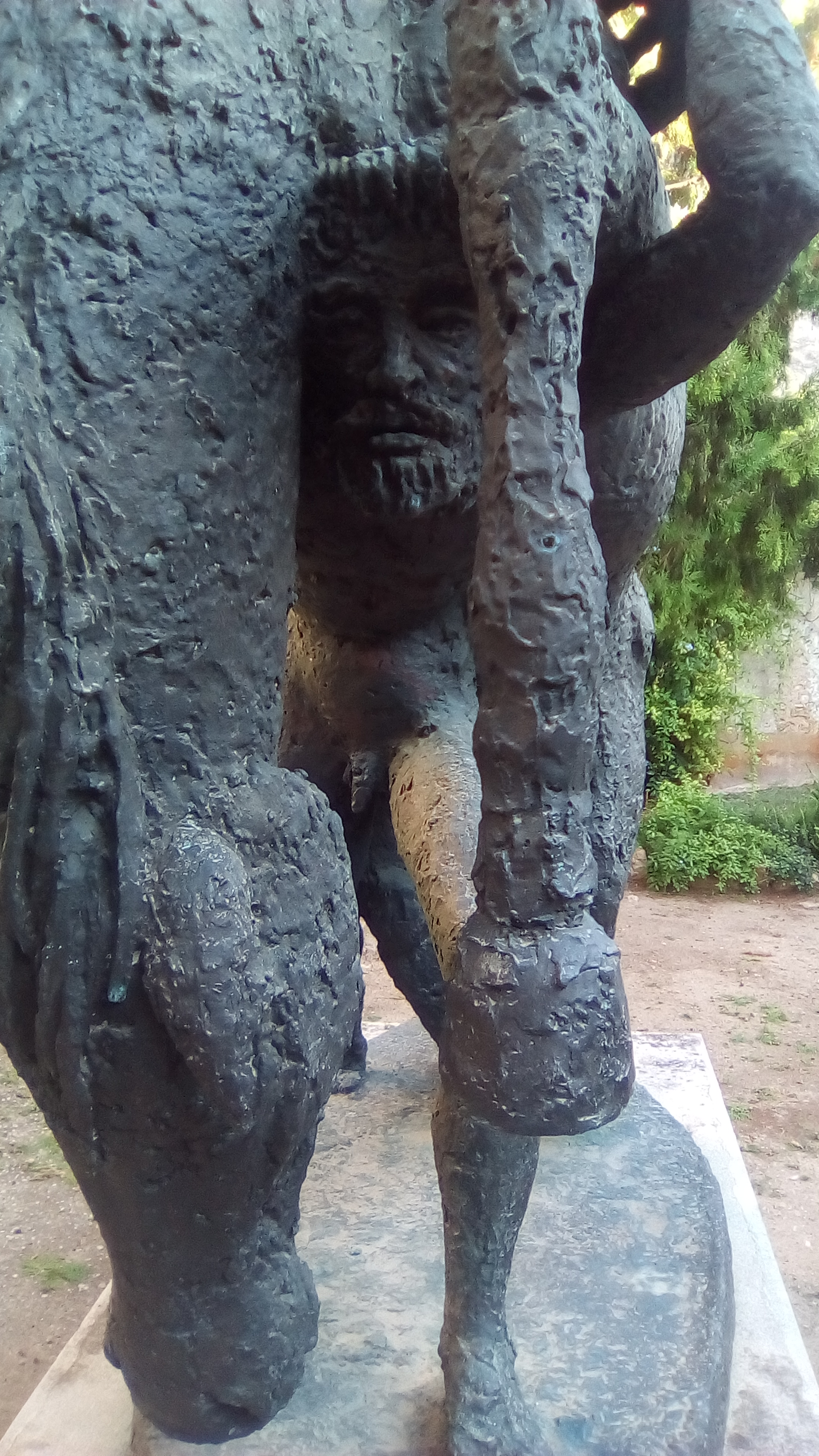
Orland furiós vist per Apel·les Fenosa

Durant l'època barroca, i també durant el classicisme, aquest poema va ser la base de diverses òperes, d'entre les quals destaquen les següents:
- Francesca Caccini: Liberazione di Ruggiero dall'isola d'Alcina (L'alliberament de Ruggiero de l'illa d'Alcina) (1625).
- Jean-Baptiste Lully: Roland (1685) (en francès).
- Louis de La Coste: Bradamante (1707) (en francès).[3]
- Antonio Vivaldi: Orlando fint Pazzo (1714) i Orlando furioso (1727).
- Georg Friedrich Händel: Alcina (1735), Ariodante (1735) i Orlando (1733).
- Niccolò Piccinni: Il nuovo Orlando (1764); Roland (1778) (en francès).
- Joseph Haydn: Orlando paladino, Hob. 28/11 (1782).

## Traduccions al català
- Orland furiós de Ludovico Ariosto, traducció de Bonaventura Vallespinosa (en dos volums), MOLU, 21.
- La revenja Borja : "Orland furiós al descobert", traducció de Lluis M. Mandado de l'Orland furiós[4]
  - En 5 volums: Volum 1- ISBN 978-84-617-7076-2; Volum 2 - ISBN 978-84-697-7559-2.
  - Volum 3- ISBN 978-84-09-39561-3; Volum 4- ISBN 978-84-09-39562-0; Volum 5- ISBN 978-84-09-39563-7.